# 美作大学短期大学部
美作大学短期大学部（みまさかだいがくたんきだいがくぶ、英語: Mimasaka Junior College）は、岡山県津山市北園町50に本部を置く日本の私立大学。1915年創立、1951年大学設置。大学の略称は美短（みまたん）、美作（みまさか）。

## 概観

### 大学全体
- 岡山県津山市に所在する日本の私立短期大学で、設置主体は学校法人美作学園[1]。
- 1951年に学校法人苫津学園による美作短期大学として1学科体制で開学[2]。その後は学科増設により、最大で4学科を擁していたが、現在は2学科である。
- 2024年度の入学生を最後に[注釈 1]、短期大学としての使命を終えることが決定した。

### 教育および研究
- 美作大学短期大学部には本短大独自の科目名として幼児教育学科では「社会の中に生きる」・「自然の中に生きる」などの科目、栄養学科では「音楽に楽しむ」などといった類の科目がある。
- 「食」「子ども・福祉」の分野で、栄養士、幼稚園教諭、保育士、介護福祉士（専攻科）等の人材を養成している。併設している美作大学に同分野を学ぶ学科があり、卒業後編入学する学生もいる。

### 学風および特色
- 美作大学短期大学部には、大学と類似した学科が設置されている関係上、短大卒業後その大学へ編入学する学生も多い。
- かつては、女子を対象とした短大だったが、現在は共学となっている。

## 沿革
- 1915年
  - 津山実科高等女学校が創設される。
- 1950年
  - 12月5日 学校法人が成立する[5]。
- 1951年
  - 2月27日 左記を以て文部省[注 2]より短期大学の設置が認可される[6]。
  - 4月1日 美作短期大学（みまさかたんきだいがく）として以下の学科体制にて開学[7]。
    - 家政科 入学定員80名
- 1953年
  - 4月1日 以下の学科を増設する[8]。
    - 英語科 入学定員40名
- 1954年
  - 5月1日 学生数[9]/定員
    - 家政科 169[注釈 2]/160
    - 英語科 71[注 3]/80
- 1955年
  - 5月 母体を学校法人美作学園に変更[注 4]。
- 1957年
  - 4月1日 以下の学科については、この年度で学生募集を最終とする[注 5]。
    - 英語科
- 1958年
  - 5月1日 学生数[13]/定員
    - 家政科 190[注釈 2]/160
    - 英語科 10[注 6]/40
- 1959年
  - 3月31日  以下の学科については、左記をもって正式に廃止とする[14]。
    - 英語科
- 1962年
  - 4月1日 以下の学科を増設する[15]。
    - 服飾科

  - 5月1日 学生数[16]/定員
    - 家政科 218[注釈 2]/160
    - 服飾科 85[注釈 2]/80
- 1965年
  - 4月1日 以下の学科を増設する[17]。
    - 保育科 入学定員50名[注釈 3]

  - 5月1日 学生数[19]/定員
    - 家政科 210[注釈 2]/160
    - 服飾科 136[注釈 2]/160
    - 保育科 59[注釈 2]/50
- 1966年
  - 4月1日 家政科の入学定員を80[注釈 3]→120[20]に増員[21]。
  - 5月1日 学生数[22]/定員
    - 家政科 293[注釈 2]/200
    - 服飾科 232[注釈 2]/160
    - 保育科 149[注釈 2]/100
- 1969年
  - 4月1日 学科名を以下の通り改称する[23]。
    - 家政科→家政学科
    - 服飾科→服飾学科
    - 保育科→幼児教育学科
- 1970年
  - 4月1日 学科の入学定員を以下の通り増員する[24][25]。
    - 家政学科 120→130[注釈 4]
      - 家政学専攻 30
      - 食物栄養専攻 100

    - 幼児教育学科 50→100[注釈 4]

  - 5月1日 学生数[27]/定員
    - 家政学科 268[注釈 2]/250
    - 服飾学科 143[注釈 2]/160
    - 幼児教育学科 210[注釈 2]/150
- 1978年
  - 4月1日 美作女子大学短期大学部（みまさかじょしだいがくたんきだいがくぶ）に改称。[28]。
  - 同 校舎を上河原校地に新築・移転。家政学科と服飾学科に司書課程を設置。
  - 5月1日 学生数[29]/定員
    - 家政学科 245[注釈 2]/260
    - 服飾学科 62[注釈 2]/160
    - 幼児教育学科 314[注釈 2]/200
- 1981年
  - 4月1日 以下の学科については、この年度で学生募集を最終とする[注 7]。
    - 服飾学科

  - 5月1日 学生数[33]/定員
    - 家政学科 178[注釈 2]/260
    - 服飾学科 26[注釈 2]/160
    - 幼児教育学科 307[注釈 2]/200
- 1982年
  - 4月1日 家政学科家政学専攻に生活科学・服飾デザイン・生活経営の3コース設置。
  - 5月1日 学生数[34]/定員
    - 家政学科 190[注釈 2]/260
    - 服飾学科 12[注釈 2]/80
    - 幼児教育学科 260[注釈 2]/200
- 1983年
  - 9月30日 以下の学科については左記をもって正式に廃止となる[注 8]
    - 服飾学科
- 1984年
  - 4月1日 家政学科家政学専攻生活経営コースを秘書情報コースに名称変更。
- 1988年
  - 4月1日 学科及び専攻名を以下の通り改称する[37]。
    - 家政学科→生活科学科
      - 家政学専攻→生活科学専攻[注 9]

  - 5月1日 学生数[38]/定員
    - 生活科学科 156[注釈 2]/260
    - 幼児教育学科 112[注釈 2]/200
- 1990年
  - 4月1日 生活科学科の各専攻における入学定員を以下の通り変更する[注 10]。
    - 生活科学専攻 30→60
    - 食物栄養専攻 100→70

  - 5月1日 学生数[42]/定員
    - 生活科学科 386[注釈 2]/260
    - 幼児教育学科 161[注釈 2]/200
- 1992年
  - 5月1日 学生数[注 11]/定員
    - 生活科学科 307[注釈 2]/260
    - 幼児教育学科 178[注釈 2]/200
- 1995年
  - 4月1日 生活科学科生活科学専攻・秘書情報コースを生活情報コースに名称変更。
- 1999年
  - 4月1日 以下の学科・専攻については、この年度で学生募集を最終とする[注 12]。
    - 生活科学科生活科学専攻

  - 5月1日 学生数[46]/定員
    - 生活科学科 225[注釈 2]/260
    - 幼児教育学科 180[注釈 2]/200
- 2000年
  - 4月1日 学科の入学定員を以下の通り減員する[注 13]。
    - 生活科学科食物栄養専攻 70→40
    - 幼児教育学科 100→70
- 2001年
  - 4月1日 この年度の入学生より生活科学科食物栄養専攻を栄養学科に改組[50]。
- 2002年
  - 4月1日 専攻科に以下の課程を設ける[51]。
    - 介護福祉専攻 入学定員20名
- 2003年
  - 4月1日 美作大学短期大学部に改称[注 14]。
- 2004年
  - 1月 平成16年度大学入試センター試験参加短期大学の1校となる[53][54]。
- 2014年
  - 1月 平成26年度大学入試センター試験参加短期大学の1校となる[55]。
- 2015年
  - 1月 平成27年度大学入試センター試験参加短期大学の1校となる[56]。
  - 美作学園創立100周年。学園創立100周年記念館竣工
- 2016年
  - 1月 平成28年度大学入試センター試験参加短期大学の1校となる[57]。
- 2024年
  - 4月1日 学生募集を最終とする[注釈 1]。

## 基礎データ

### 所在地
- 岡山県津山市北園町50

### 象徴
- 美作大学短期大学部のカレッジマークは大学と同じものを用いている。右記資料も参照[注 15]
- 『美作大学・美作大学短期大学部学歌』があり、平井乙麿が作詞・佐藤吉五郎が作曲している。

## 教育および研究

### 学科
- 栄養学科 入学定員40名[1]
- 幼児教育学科 入学定員70名[1]

#### 学科の変遷
- 家政科→生活科学科
  - 家政学専攻→生活科学専攻 入学定員60名[注 16]
  - 食物栄養学専攻→栄養学科
- 英語科 入学定員40名[注 17]
- 服飾科→服飾学科 入学定員80名[注 18]
- 保育科→幼児教育学科

### 専攻科
- 介護福祉専攻 入学定員20名[注 19]。

#### 別科
- なし

### 取得資格について

#### 栄養学科
- 栄養士
- 管理栄養士　※大学卒業後満3年間の実務経験が必要
- フードスペシャリスト　※在学中（2年次）に認定試験を学内で実施
- 社会福祉主事任用資格

#### 幼児教育学科
- 保育士
- 幼稚園教諭二種免許状
- レクリエーション・インストラクター
- 社会福祉主事任用資格

#### 専攻科介護福祉専攻
- 介護福祉士

#### その他
- かつて生活科学科生活科学専攻（生活文化・服飾デザインの各コース）では中学校教諭二種免許状（家庭）が履修できる課程も設けられていた[注 20]
- 初期において以下の学科には、中学校教諭二級免許状ほか高等学校教諭臨時免許状も以下の学科に併設されていた[注 21]。
  - 家庭:家政科
  - 英語:英語科

### 研究
- 『美作女子大学・美作短期大学研究紀要』[70]
- 『美作短期大学研究紀要』[71]
- 『美作女子大学・美作女子大学短期大学部紀要』[72]

## 学生生活

### 部活動・クラブ活動・サークル活動
- 美作大学短期大学部のクラブ活動：体育系・文化系とも全て大学と混合となっている。

## 大学関係者と組織

### 大学関係者組織
- 美作大学短期大学部同窓会組織がある。

### 大学関係者一覧

#### 大学関係者
- 杉山宇三郎：初代学長
- 富樫穎：現学長

## 施設

### キャンパス
- 交通アクセス：JR姫新線・因美線津山駅下車。
- 設備：短大独自のキャンパスはなく全て大学と共同使用となっている。

### 寮
- 美作大学短期大学部には「白梅寮」と呼ばれる学生寮がある。

## 対外関係

### 他大学との協定
- 放送大学[73]

## 系列学校
- 美作大学
- 岡山県美作高等学校

## 交通アクセス
- 交通アクセス：JR津山線津山駅より中鉄バス「スポーツセンター」行き、もしくは「東一宮車庫」行きに乗車、「美作大学前」下車、徒歩5分。

## 卒業後の進路について

### 就職について
- 幼児教育学科：幼稚園や保育園への就職者が多い。
- 生活科学科
  - 生活科学専攻：一般企業への就職者が多いものとなっている。
  - 食物栄養専攻&栄養学科：専門職として勤務する人が多い。

### 編入学・進学実績
- 系列の美作大学以外では以下の実績がある。
  - 幼児教育学科：龍谷大学・安田女子大学ほか
  - 生活科学科
    - 生活科学専攻：
    - 食物栄養専攻&栄養学科：甲子園大学・くらしき作陽大学・就実大学・四国大学・徳島文理大学ほか